# Conty

Conty este o comună în departamentul Somme, Franța. În 1 ianuarie 2022 avea o populație de 1.709 de locuitori.